# Listă de actrițe - D
|  | Listă de actrițe \| \| Listă de actrițe - D \| Liste alfabetice de actori și actrițe \| Listă de actori A - B - C - D - E - F - G - H - I - J - K - L - M - N - O - P - Q - R - S - T - U - V - W - X - Y - Z |

## Actrițe - D
| - Lil Dagover (1887 - 1980) - Viola Dana (1897 - 1987) - Blythe Danner (* 1943) - Dorothy Dandridge (1922 - 1965) - Claire Danes (* 1979) - Mireille Darc (1938-2017) - Marion Davies (1897 - 1961) - Bette Davis (1908 - 1989) - Geena Davis (* 1956) - Judy Davis (* 1955) - Doris Day (1922 - 2019) - Mariana Dănescu - Sandra Dee (1942-2005) - Yvonne De Carlo (* 1922-2006) - Olivia de Havilland (1916-2020) - Kim Delaney (* 1961) - Nathalie Delon (1941-2021) - Maly Delschaft (1898 - 1995) | - Renan Demirkan (* 1955) - Mylène Demongeot (* 1935) - Catherine Deneuve (* 1943) - Judi Dench (* 1934) - Maria Denis (1916 - 2004) - Bo Derek (* 1956) - Laura Dern (* 1967) - Armelle Deutsch (* 1979) - Trish van Devere (* 1941) - Cameron Diaz (* 1972) - Angie Dickinson (* 1931) - Marlene Dietrich (1901 - 1992) - Barbara Dittus (1939 - 2001) - Josefine Domes (* 1981) - Angelica Domröse (* 1941) - Karin Dor (1938-2017) - Françoise Dorléac (1942 - 1967) | - Illeana Douglas (* 1965) - Lesley Ann Down (* 1954) - Berta Drews - Minnie Driver (* 1970) - Ludmilla Dudarova - Hilary Duff (* 1987) - Olympia Dukakis (1931-2021) - Patty Duke (1946-2016) - Faye Dunaway (* 1941) - Erika Dunkelmann (1913 - 2000) - Irene Dunne (1898 - 1990) - Kirsten Dunst (* 1982) - Tilla Durieux (1880 - 1971) - Shelley Duvall (* 1949) - Lacey DuValle (* 1982) - Karin Düwel (* 1954) |

## Actori
|  | Listă de actori \| \| Listă de actrițe \| Liste alfabetice de actori și actrițe \| Listă de actori A - B - C - D - E - F - G - H - I - J - K - L - M - N - O - P - Q - R - S - T - U - V - W - X - Y - Z |